# Sean Williams (écrivain)
Pour les articles homonymes, voir Sean Williams et Williams.
Œuvres principales
- Orphelins de la Terre
- Le Pouvoir de la Force
- Le Pouvoir de la Force II

Sean Williams, né le 23 mai 1967 à Whyalla en Australie-Méridionale, est un écrivain de science-fiction australien. Il est renommé pour ses livres en association avec Shane Dix comme Orphelins de la Terre ainsi que les romans se déroulant dans l'univers Star Wars.

## Œuvres

### SérieEvergence
1. (en) The Prodigal Sun, 1999Écrit avec Shane Dix.
2. (en) The Dying Light, 2000Écrit avec Shane Dix. Ditmar Award du meilleur roman 2001
3. (en) The Dark Imbalance, 2001Écrit avec Shane Dix. Prix Aurealis du meilleur roman de science-fiction 2001

### SérieThe Books of the Change
1. (en) The Stone Mage & the Sea, 2001
2. (en) The Sky Warden & the Sun, 2002
3. (en) The Storm Weaver & the Sand, 2002Prix Aurealis du meilleur roman de fantasy 2002

### SérieOrphelins de la Terre
1. Les Envoyés, Bragelonne, 2008 ((en) Echoes of Earth, 2002)Écrit avec Shane Dix.
2. Les Rescapés, Bragelonne, 2009 ((en) Orphans of Earth, 2003)Écrit avec Shane Dix.
3. (en) Heirs of Earth, 2004Écrit avec Shane Dix.

### UniversStar Wars

#### SérieLe Nouvel Ordre Jedi
1. L'Hérétique de la force 1 : Les Vestiges de l'Empire, Fleuve noir, coll. « Star Wars » no 62, 2004 ((en) Force Heretic I: Remnant, 2003)  (ISBN 2-265-06936-1)Écrit avec Shane Dix.
2. L'Hérétique de la force 2 : Les Réfugiés, Fleuve noir, coll. « Star Wars » no 63, 2004 ((en) Force Heretic II: Refugee, 2003)  (ISBN 2-265-06937-X)Écrit avec Shane Dix.
3. L'Hérétique de la force 3 : Réunion, Fleuve noir, coll. « Star Wars » no 64, 2004 ((en) Force Heretic III: Reunion, 2003)  (ISBN 2-265-06938-8)Écrit avec Shane Dix.

#### SérieLe Pouvoir de la Force
Cette série est inspirée du jeu vidéo Star Wars : Le Pouvoir de la Force.
1. Le Pouvoir de la Force, Fleuve noir, coll. « Star Wars » no 94, 2009 ((en) The Force Unleashed, 2008)  (ISBN 978-2-265-08846-7)
2. Le Pouvoir de la Force II, Fleuve noir, coll. « Star Wars » no 105, 2011 ((en) The Force Unleashed II, 2010)  (ISBN 978-2-265-09301-0)

#### SérieThe Old Republic
Cette série est inspirée du vidéo Star Wars: The Old Republic.
1. Alliance fatale, Fleuve noir, coll. « Star Wars » no 107, 2011 ((en) Fatal Alliance, 2010)  (ISBN 978-2-265-09299-0)Réédition, Pocket, coll. « Star Wars » no 107, 2013 (ISBN 978-2-266-24358-2)

### SérieBooks of the Change
1. (en) The Stone Mage and the Sea, 2001
2. (en) The Sky Warden and the Sun, 2002
3. (en) The Storm Weaver and the Sand, 2002

### SérieBooks of the Cataclysm
1. (en) The Crooked Letter, 2004Prix Aurealis du meilleur roman de fantasy 2004 et Ditmar Award du meilleur roman 2004
2. (en) The Blood Debt, 2005
3. (en) The Hanging Mountains, 2005
4. (en) The Devoured Earth, 2006

### SérieGeodesica
1. (en) Ascent, 2005Écrit avec Shane Dix. Ditmar Award du meilleur roman 2005
2. (en) Descent, 2006Écrit avec Shane Dix.

### SérieThe Broken Land
1. (en) The Changeling, 2008
2. (en) The Dust Devils, 2008
3. (en) The Scarecrow, 2009

### SérieAstropolis
1. (en) Saturn Returns, 2007Ditmar Award du meilleur roman 2008
  - (en) Cenotaxis, 2007, roman court
2. (en) Earth Ascendant, 2008
3. (en) The Grand Conjunction, 2009

### SérieThe Fixers
1. (en) Castle of the Zombies, 2010
2. (en) Planet of the Cyborgs, 2010
3. (en) Last of the Vampires, 2010
4. (en) Invasion of the Weird, 2010

### SérieTroubletwisters
Cette série est écrite en collaboration avec Garth Nix.
1. (en) The Magic, 2011
2. (en) The Monster, 2012
3. (en) The Mystery, 2013
4. (en) The Missing, 2014

### SérieHave Sword, Will Travel
Cette série est écrite en collaboration avec Garth Nix.
1. (en) Have Sword, Will Travel, 2017
2. (en) Let Sleeping Dragons Lie, 2018

### SérieTwinmaker
1. (en) Twinmaker, 2013
2. (en) Crashland, 2014
3. (en) Hollowgirl, 2015

### SérieAnimal Tatoo
Chaque volume de cette série est écrit par un écrivain différent. Les auteurs des autres volumes sont : Brandon Mull (tome 1), Maggie Stiefvater (tome 2), Shannon Hale (tome 4), Tui Sutherland (tome 5), Eliot Schrefer (tome 6) et Marie Lu (tome 7).
1. Prisonniers, Bayard, 2015 ((en) Blood Ties, 2014)

### Romans indépendants
- (en) The Unknown Soldier: Book One of the Cogal, 1995Écrit avec Shane Dix. Réécrit sous le titre The Prodigal Sun
- (en) Metal Fatigue, 1996Prix Aurealis du meilleur roman de science-fiction 1996
- Reconstitué, Bragelonne, 2007 ((en) The Resurrected Man, 2005)Prix Ditmar du meilleur roman de science-fiction

### Recueils de nouvelles
- (en) Doorways to Eternity, 1994
- (en) A View Before Dying, 1998
- (en) New Adventures in Sci-Fi, 1999Ditmar Award du meilleur recueil de nouvelles 2000
- (en) Light Bodies Falling, 2007
- (en) Magic Dirt: The Best of Sean Williams, 2008Prix Aurealis du meilleur recueil de nouvelles 2008